# Henk Badings
Hendrik Herman (Henk) Badings né à Bandung le 17 janvier 1907 et mort à Maarheeze le 26 juin 1987 est un compositeur néerlandais.

## Biographie
Henk Badings est le fils de Herman Louis Johan Badings, un officier de l'armée néerlandaise des Indes. Il est devenu orphelin très jeune. Une fois de retour aux Pays-Bas, sa famille a essayé de le dissuader d'étudier la musique, et l'a inscrit à l'Institut Polytechnique de Delft (plus tard Université de Technologie). Il a travaillé comme ingénieur des mines et paléontologue à Delft jusqu'en 1937, date à partir de laquelle il s'est consacré entièrement à la musique. Bien que largement autodidacte, il a reçu des conseils de Willem Pijper, le doyen des compositeurs néerlandais de ce temps, mais leurs visions de la musique étaient totalement différentes à la suite de quoi Pijper a essayé de décourager Badings de continuer à composer. Badings a cessé tout contact.
En 1930, Badings a obtenu son premier grand succès musical avec son premier concerto pour violoncelle qui a été joué au Concertgebouw d'Amsterdam. Parmi les défenseurs de son œuvre, on trouve des chefs éminents comme Eduard van Beinum et Willem Mengelberg. Il a occupé de nombreux postes d'enseignement en particulier à l'École supérieure de musique de Stuttgart et à l'Université d'Utrecht. Accusé après la Seconde Guerre mondiale de collaboration avec les forces occupation nazies, il a été brièvement exclu de son activité professionnelle dans la musique, mais après 1947 il a retrouvé son emploi.
Badings a utilisé des gammes musicales inhabituelles et des harmonies rares (par exemple, la gamme octatonique) ; il a également utilisé des séries harmoniques de la huitième à la quinzième harmonique. Artiste prolifique, il produit plus de mille pièces au cours de sa vie. Il est mort à Maarheeze en 1987.
Ses œuvres comprennent quatorze symphonies, deux quatuors à cordes, plusieurs concertos, de la musique de chambre et de la musique de scène.

## Œuvres

### Œuvres pour orchestre

#### Symphonies
- 1930 Symphonie no 1 en ut majeur, pour orchestre
- 1932 Symphonie en ut majeur, pour 16 instruments solistes
- 1932 Symphonie no 2 en ré majeur, pour orchestre
- 1934 Symphonie no 3, pour orchestre (dédiée à Willem Mengelberg)
- 1942 Ouverture Symphonique
- 1943 Symphonie no 4, pour orchestre
- 1949 Symphonie no 5, pour orchestre (écrite à l'occasion du soixantième anniversaire du Concertgebouw et dédiée à l'Orchestre royal du Concertgebouw)
- 1953 Symphonie no 6 (Psalmensinfonie), pour un chœur à 4-8 voix et un petit orchestre symphonique (écrite pour et créée par l'Union néerlandaise de Radio)
- 1953 Scherzo Symphonique, pour orchestre
- 1954 Louisville - Symphonie (Symphonie no 7), pour orchestre (dédiée à l'Orchestre de Louisville)
- 1956 Symfonische muziek - Symphonie no 8 , pour orchestre (composé pour l'orchestre de la Radio de Hanovre)
- 1960 Variations Symphoniques, sur un thème d'Afrique du Sud
- 1960 Symphonie no 9, pour orchestre à cordes (dédiée à Szymon Goldberg et à l’Orchestre de Chambre Néerlandais)
  1. Lento – Allegro
  2. Adagio
  3. Allegro
- 1961 Symphonie no 10 en ut majeur, pour orchestre (écrite pour et créée par la Fondation Art de Rotterdam)
- 1964 Symphonie no 11 en ré majeur, pour orchestre
- 1964 Symphonie no 12 en mi bémol majeur, pour orchestre (écrite pour l'anniversaire de l'Orchestre de la Résidence de La Haye 1964 et dédiée à Willem van Otterloo et à son orchestre)
- 1968 Symphonie no 14 en la majeur, pour orchestre (écrite pour le Festival de Flandre 1968)

#### Concertos pour instruments et orchestre
- 1928 Concerto no 1, pour violon et orchestre
- 1930 Concerto no 1, pour violoncelle et orchestre (dédié à Henk van Wezel)
- 1933-1935 Concerto no 2, pour violon et orchestre
- 1939 instr. 1954 Concerto no 2 en ré majeur, pour violoncelle et orchestre
- 1940 Concerto, pour piano et orchestre
- 1942 Triple-concerto, pour violon, violoncelle, piano et orchestre
- 1944 Concerto no 3 en ré majeur, pour violon et orchestre
- 1947 Concerto no 4 en ut majeur, pour violon et orchestre (dédié à Hans Brandts Buys)
- 1951 Concerto, pour saxophone (orchestré pour orchestre)
- 1952 Concerto, pour orgue et orchestre (écrit pour et créé par le Commissie Internationaal Orgelconcours 1952)
- 1954 Concerto, pour deux violons et orchestre (écrit pour et créé par le Wagenaarstichting, dédié à Herman Krebbers et Theo Olof)
- 1955 Atlantische dansen, pour piano et un petit orchestre
  1. Ragtime
  2. Blues
  3. Tango
- 1956 Concerto, pour flûte et orchestre (écrit pour et créé par l'orchestre des étudiants "Sempre Crescendo" et dédié à  Jaap Stotijn)
  1. Lent-allegro molto
  2. Scherzo
  3. Passacaglia
  4. Molto vivace
- 1964 Concerto, pour deux pianos et orchestre
- 1965 Concerto pour alto et orchestre à cordes
  1. Quasi lento — allegro
  2. Adagio
  3. Allegro molto
- 1965 Concerto – « Double Concerto no 4 » en la majeur, pour violon, alto et orchestre
- 1966 Concerto no 2 en ré majeur, pour orgue et orchestre (écrit pour et créé par le Orgelcommissie te Haarlem)
- 1969 Concerto no 2 (Double Concerto no 5), pour deux violons et orchestre (écrit dans un système à 31 tons et dédié à Bouw Lemkes et Jeanne Vos)
- 1981 Triple concerto no 3, pour flûte, hautbois, clarinette et orchestre (écrit pour et créé par Lestad Eindhoven)
  1. Introduzione e allegro energico
  2. Cadenze accompagnée
  3. Finale

#### Autres œuvres pour orchestre
- 1935 Allegro, pour orchestre à cordes
- 1935 Hora pour orchestre de chambre
- 1935 Largo en allegro, pour orchestre à cordes
- 1935 Predilcova, pour orchestre de chambre
- 1936 Inleiding tot een treurspel - « Tragische ouverture » en ré mineur, pour orchestre
- 1936 De Westewind, récitatif avec accompagnement d'orchestre - texte : Geerten Gossaert
- 1937 Symfonische variaties
- 1938 Gedenckclanck op Oud Hollandsche thema's uit Valerius' « Gedenckclanck », suite pour orchestre
  1. Intrada
  2. Pavane
  3. Gagliarda
  4. Saltarello
  5. Sarabande
  6. Rondeau
  7. Finale
  8. Wilhelmus
- 1938 Declamatorium, pour un récitant avec accompagnement de flûte, hautbois, violon, alto et orgue - (écrit pour de V.P.R.O. sur un texte de Duco Vorster à l'occasion du quarantième anniversaire du jubilé de Sa Majesté la Reine Wilhelmine)
- 1942 Symphonische Proloog en si bémol majeur, pour orchestre (composé pour les festivités du Philharmonique de Vienne en 1942 et dédié à l'Orchestre philharmonique de Vienne)
- 1944 Fanfare 1429 de Jeanne d'Arc, pour orchestre avec trompette obligée
- 1946-1948 Rondo Giocoso en sol majeur, pour orchestre de chambre, piano (ou orgue)
- 1948 Aria trista e rondo giocoso pour orchestre de chambre
- 1948 Les Elfes, récitatif avec accompagnement orchestral sur un texte « Poèmes Barbares » de Leconte de Lisle (écrit pour Mme Iris Zeilinga-Doodeheefver)
- 1949 Divertimento (« Divertissement à la cour de Chinon » - Scène de la vie de Jeanne d'Arc), pour orchestre (commandé par l'Orchestre de la Résidence de La Haye)
- 1949 Holland-Rhapsody, pour orchestre (écrit pour  Télé-Radio-Ciné à l'instigation de R. Lange et P. Baro)
- 1950 Ballade -  variations symphoniques sur « Het waren twee conincskindren », pour orchestre (dédié à Eduard Flipse et à l'Orchestre philharmonique de Rotterdam)
- 1950 Boerendans uit Terschelling, pour petit orchestre
- 1950 Drentsche dans (Marie Katoen), pour petit orchestre (Commandée par le Wereldomroep)
- 1950 Pupazzetti azzuri, suite de trois danses modernes pour orchestre de chambre
  1. Ragtime
  2. Blues
  3. Tango
- 1952 Kerstdeclamatorium, pour récitant, flûte, hautbois, 2 violons, alto et violoncelle - texte de A. Horsting-Boerma (écrit pour le V.P.R.O.)
- 1953 Ballade van den watersnood récitatif avec accompagnement de piano - texte : J.W.F. Werumeus Buning
- 1953 Sérénade, pour orchestre (Commandée par le AVRO à l'occasion du 30e anniversaire)
- 1954 Ouverture, pour orchestre (dédié à Eduard van Beinum)
- 1954 Festival overture - Ouverture allegra, ouverture dramatique pour un Festival Hollandais
- 1955 Nederlandse dansen - Hollandse Boerendans, pour orchestre
- 1956 Dansvariaties op het Nederlandse volkslied "Zeg Kwezelken, wilde gij dansen?", pour orchestre (commandé par le Nederlandse Christelijke Radio Vereniging (N.C.R.V.))
- 1957 Mars, pour orchestre de chambre (commandé par le Nederlandse Christelijke Radio Vereniging (NCRV))
- 1957 Nederlandse dansen, pour orchestre
- 1959 Capriccio, pour violon avec accompagnement de deux bandes sonores électromagnétiques composées par 12 générateurs sinusoïdaux
- 1961 Ierse ouverture en ut majeur, pour orchestre (dédié à « The Festival of Cork »)
- 1967 Rielen, pour petit orchestre
- 1967 Westfriese Boerendans, pour petit orchestre
- 1971 Symphonietta, Speelmuziek pour orchestre de chambre
- 1975 Tweede Suite van Nederlandse Dansen, pour orchestre de chambre
- 1980 Azioni musicali per dodici strumenti - comédie musicale pour douze instruments (écrit pour « Octopus »)
- 1982 Concerto, pour orchestre
  1. Introduzione
  2. Scherzo presto
  3. Elegia passionanata
  4. Finale quodlibet
- 1985 Sérénade, pour cordes
  1. Lento introduttivo – Energico
  2. Serioso
  3. Giocoso

#### Œuvres pour orchestre d'harmonie et fanfare
- 1942 Intrada (Entrée des archers de la « Ronde de nuit »), pour orchestre d'harmonie
- 1951 Concert, pour saxophone alto et orchestre symphonique de cuivres
- 1954 Cantate no 3, pour chœur  mixte, chœur de femmes, chœur d'hommes, chœur d'enfants, chant, carillon, orgue et orchestre symphonique de cuivres - texte : C. Rijnsdorp (commandé par le Nederlandse Christelijke Radio Vereniging (NCRV) pour son jubilé le 7 juin 1954)
- 1956 Laus Pacis (cantate no 5), pour soprano, chœur d'hommes, piano (célesta) et vents - texte d'Érasme (écrite et dédiée à Venlona)
- 1960 Partita Bucolica - Bucolische suite van zes klankstukken, pour orchestre d'harmonie
  1. Intrada seria
  2. Segnale
  3. Ballade
  4. Scherzo
  5. Canzionetta malinco...
  6. Finale
- 1963 Concerto no 2 en mi majeur, pour flûte et orchestre d'harmonie
- 1964 Dubbelconcert - In memoriam Paul Hindemith en ut majeur, pour basson et contre-basson et orchestre d'harmonie
- 1965 Pittsburgh Concerto, pour orchestre de cuivres et bande magnétique
- 1966 Symphonie no  XIII en la majeur, pour orchestre symphonique de cuivres
- 1967 Concerto en la majeur, pour harpe et orchestre d'harmonie (dédié à Phia Berghout et son travail à Queekhoven, composé à la demande de Robert Austin Boudreau)
- 1968 Armageddon, pour soprano solo, orchestre symphonique de cuivres et bande magnétique
- 1969 Tower Music en fa majeur, pour deux groupes de cuivres et timbales
- 1969 Ragtime, pour deux groupes de cuivres et percussions
- 1970 Concerto - Triple concerto no 2 en mi bémol majeur, pour trois cors, bande magnétique, célesta et orchestre d'harmonie
- 1970 Greensleeves en sol majeur, pour orchestre d'harmonie (dédié à Irma d'Ascenzio, membre du conseil du « The American Wind Symphony Orchestra »))
- 1970 Old Dutch Christmas Carol, pour cuivres, bande magnétique, harpe, célesta et percussions
- 1972 Transitions en fa majeur, pour orchestre symphonique de cuivres
- 1973 Cantate no 8 (song of myself), pour narrateur, chœur mixte, orgue, bande magnétique et orchestre d'harmonie - texte : Walt Whitman
- 1974 Trompetstemming, Madrigal pour chœur d'hommes et orchestre d'harmonie - texte : Pierre Kemp (1886-1967) (commandé par RONZ)
- 1975 Concert (American Folksong Suite), pour hautbois et orchestre d'harmonie
- 1976 Lieshout et zijn molens, pour harmonie - ou fanfare
- 1978 Ciacona Concertante, pour orchestre d'harmonie d'après un thème de Tomaso Vitali et Michel-Richard de Lalande
- 1979 Ariosi e Fugati, pour fanfare
- 1979 Golden Age, pour harmonie - ou fanfare
- 1979 Epiphany, pour orchestre d'harmonie, d'après une mélodie populaire du Tessin I tre re
- 1979 Concerto en mi majeur, pour clarinette et orchestre d'harmonie
- 1980 Concert piece (Phantasy and quodlibet on marksmenmarch-motifs), pour clarinette et vents
- 1980 Reflections, pour orchestre d'harmonie
- 1981 Triple concerto no  III, pour flûte, hautbois, clarinette, et orchestre d'harmonie
- 1981 Royal Fanfare in Bes majeur, pour cuivres, timbales et percussions (pour célébrer le 25e anniversaire de The Amerrican Wind Symphony Orchestra)
- 1981 Sinfonietta no  II, pour orchestre d'harmonie
- 1982 Ciacona Seria en fa majeur, pour cuivres
- 1983 Images, pour fanfare
- 1983 Conflicts and Confluences (Symphonie no  XV), pour orchestre d'harmonie
- 1984 Quadruple concerto en mi bémol majeur, pour quatuor de saxophones (SATB) et orchestre d'harmonie
- 1984 Three Apparitions of a Hymn, pour soprano, chœur de sopranos (unisson), harpe, orgue, bande magnétique et orchestre d'harmonie
- 1984 Sagas, pour fanfare
- 1984 Figures Sonores, pour orchestre d'harmonie
- 1985 Ciacona Seria, pour cuivres
- 1985 Concerto no 2 pour violoncelle et orchestre d'harmonie
- 1986 Concerto pour clavecin en la (BWV 1055) de Jean-Sébastien Bach, pour vents
- 1986 Introduction, Variations and Indonesian National Anthem, pour orchestre d'harmonie
- 1986 Concerto, pour trombone et orchestre d'harmonie

### Musique de chambre
- 1927 Sonate, pour violon et violoncelle
- 1928 Quintette I, pour flûte, clarinette en si, violon, alto et violoncelle
- 1928 Sonatine, pour deux flûtes
- 1928 Sonate, pour deux violons
- 1928 Sonate, pour violon et alto
- 1928 Sonate, pour violon et piano
- 1928 Sonate I, pour violon et piano
- 1929 Sonate I, pour violoncelle et piano
- 1928 Quatuor à cordes
- 1929 Quintette II (1er quintette à vent), pour flûte, hautbois, clarinette en si, basson et cor en fa
- 1929 Sonate, pour hautbois et piano (à Jaap Stotijn)
- 1929 Quatuor à cordes no 2
- 1931 Sonate IV, pour violon et piano
- 1934 Sonate, pour violoncelle et piano
- 1934 Trio I, pour violon, violoncelle et piano (dédié à George van Renesse, Ferdinand Helman et Henk van Wezel)
- 1935 Sonate II, pour violoncelle et piano
- 1935-1936 Quatuor à cordes no   2 (dédié au Nouveau quatuor à cordes hongrois)
- 1936 Capriccio pour flûte et piano
- 1936 Kwintet no  III (Capriccio), pour flûte, violon, alto, violoncelle et harpe (écrit pour le Quintette Instrumental Hollandais)
- 1944 Quatuor à cordes no 3 (dédié au quatuor à cordes Röntgen)
- 1946 Air triste, pour flûte et piano
- 1946 Aria trista e rondo giocoso en ré mineur pour flûte, clarinette, harpe, piano et quatuor à cordes
- 1946 Vier Voordrachtstukken, pour violoncelle et piano
- 1947 Koperkwartet
- 1949 La malinconia pour saxo alto et piano
- 1950 Ballade pour flûte et harpe
- 1950 Drie Nederlandsche Dansen, pour quatuor à vent
- 1952 Cavatina pour un instrument mélodique soliste et piano
- 1952 Cavatina pour saxo alto et piano
- 1952 Cavatina pour flûte basse (violon) et harpe
- 1952 Octet, pour clarinette, basson, cor, 2 violons, alto, violoncelle, contrebasse (dédié au "Wiener Oktett")
- 1952 Sextet, pour flûte, hautbois, clarinette, basson, cor et piano
- 1957 Romance, pour violon et piano
- 1960 Rondino, pour violon et piano
- 1966 Quatuor à cordes no 4 (Commandé par le « Stichting Huygens-Fokker », écrit dans un système de 31 notes)
- 1967 Sonate no 3 pour deux violons
- 1980 Quatuor à cordes no 5 Métamorphoses sur un « Benedictus » de la messe « Laudate Dominum »  de Roland de Lassus
- 1981 Quartet no  VI
- 1981 Trio no  XI, pour deux violons et « archifoon » (sorte d'orgue) (écrit dans un système de 31 notes, commandé par le Haarlems Muziekfonds)
- 1982 Quartet VII
- 1982 Sonata, pour flûte et harpe
- 1983 Introduction, theme and 9 variations, pour violon et guitare
- 1983 Largo cantabile, pour saxo alto et piano
- 1983 Sonata, pour flûte et guitare
- 1984 Sonate V, pour violon et piano
- 1985 Quintette no  VI, pour clarinette en si, violon, violoncelle, guitare et harpe

### Œuvres pour orgue
- 1929 Toccata
- 1938 Canzona pour hobo et orgue / Preludium en ut majeur pour orgue solo
- 1952 Preludium et fuga nr. I
- 1952 Preludium et fuga nr. II
- 1954 Suite van kleine klankstukken
- 1962 Trio, pour violon, alto et gitaar
- 1967 Canzona pour cor en fa et orgue
- 1967 It is dawning in the East, ballade en forme de variations sur une vieille chanson d'amour néerlandaise, pour orgue et guitare
- 1967 Quempas (quem pastores adorabant) pour alto et orgue
- 1971 Canzona pour trompette en ut et orgue
- 1977 Apparizioni
- Enkele Preludes et Fuga's, une Passacaglia

### Œuvres pour piano
- 1927 Suite, pour piano à quatre mains
- 1927 5 kleine pianostukken
- 1927 Twee Grotesken, pour deux pianos
- 1930 Praeludium
- 1930 Suite
- 1934 Sonate (dédiée au Prof.-Dr. Ir. J. A. A. Mekel)
- 1935 Roemeensche Reisschetsen
- 1936 Sonatine I
- 1938 Tema con varizioni
- 1939 Balletto grottesco per due pianoforti
- 1940 Reeks van Kleine Klavierstukken
- 1941 Sonate II
- 1944 Sonate III
- 1945 Arcadia I, dix pièces sur dix touches blanches
- 1945 Arcadia II, tien stukjes pour piano à quatre mains - première partie sur dix touches blanches
- 1945 Arcadia III, dix pièces sur dix touches
- 1945 Arcadia IV, dix pièces pour piano à quatre mains - première partie sur dix touches
- 1945 Arcadia V, dix pièces sans réglage du pouce
- 1945 Sonate IV (dédiée à Cor de Groot pour son amitié fidèle)
- 1945 Sonatine II
- 1945 Sonate V
- 1947 Sonate VI (pour Cor de Groot, dont l'amitié et la phénoménale maîtrise pianistique ont été à l'origine de cette sonate)
- 1950 Sonatine III (Sonatina miniatura)
- 1951 la Manière de..., six variations sur une chanson folklorique
- 1955 Balletto serioso per due pianoforti l'apparecchio minacciante
- 1958 Sonatine IV
- 1967 Adagio cantabile pour piano
- 1967 Arcadia VI, pièces pour piano faciles y compris le maintien du pouce
- 1967 Arcadia VII, petites pièces pour piano
- 1967 Arcadia VIII petites pièces pour piano à quatre mains
- 1974 Canarie, pour piano (geschrieben für meinen lieben Freund Hellmut Schoell mit Verwendung einer 1971 in Teneriffe aufgezeichneten von einem Bauarbeiter gepfiffenen Melodie)
- 1975 Balletto notturno per due pianoforti
- 1976 Quaderni sonori
- 1977 La Mejicana (für meinen lieben Freund Hellmut Schoell zu seinem Geburtstag 5 novembre 1978)
- 1978 Beguine, pour des noces d'argent 28 avril 1978 - piano à quatre mains
- 1982 Images de Noël - petite suite
- 1982 Passacaglia sur B-E-Es-C

### Œuvres pour guitare
- 1961 Twaalf preludes pour guitare
- 1985 Preambolo, Aria e Posludio sopra un canto medievale fiammingo ("Congedarsi è amaro")

### Œuvres pour accordéon
- 1976 Twentse Suite pour orchestre d'accordéons
- 1981 Sonate, Cycle de cinq pièces pour accordéon

### Œuvres pour harmonica
- 1957 Blues, pour harmonica et piano

### Œuvres pour  percussion
- 1973 Toccata, pour marimba (composé pour M. Takahashi)

### Musique de film
- 1957 The Flying Dutchman
- 1964 Secret Passion
- 1966 Tronfølgern i Latin Amerika
- 1968 Indifference

### Musique électronique
- 1952 Countess Cathleen (fragment)
- 1956 Kain ballet
- 1958 Evolutionen ballet
- 1958 De hoorschelp
- 1958 Genesis ballet
- 1959 The Woman of Andros ballet
- 1961 Toccata I und II
- 1970 Kontrapunkte

### Messes, oratorios et cantates
- 1936 Feestcantate, pour soprano, alto, ténor et basse solo et chœur mixte à huit voix (SSAATTBarB) (fragment)
- 1937 Honestum Petimus Usque, cantate pour soprano  solo, chœur de femmes à deux voix, chœur d'hommes à l'unisson et petit orchestre
- 1946 Missa brevis
- 1947 Maria, Liedercyclus pour 4 (ou plus) solistes, chœur mixte à cinq voix (ou plus), flûte et violoncelle
- 1948 Apocalyps (Visioen van Johannes), oratorio sur des textes de Openbaring van Johannes pour récitant, soprano, alto, ténor, basse, chœur mixte et orchestre - (dédié au Toonkunstkoor te Rotterdam et son chef Otto Glastra van Loon)
- 1954 Cantate no 4 en mi mineur, cantate pour chœur mixte à huit voix et orchestre (commandée par la Nederlandse Radio Unie (NRU) pour une fête nationale)
- 1959 Psalm 147, pour chœur d'enfants, petit chœur mixte, grand chœur mixte et orchestre
- 1961 Stultitiae laus (Cantate no 6), cantate pour chœur mixte et orchestre sur le texte de « De lof der zotheid » d'Érasme
- 1961 Te Deum pour chœur d'hommes et orchestre (dédié à  C.K.J.M. Receveur à l'occasion de ses 25 ans de présidence de Venlona)
- 1962 Jonah, oratorium (Stereo-radiofonisch klankgedicht) (Commandé par la Nederlandse Radio Unie (NRU) et dédié au consul hollandais en Adélaïde, Eric McLauglin)
- 1965 Ave maris stella en ré majeur pour chœur de femmes et orchestre (composé pour Ria Borgmeyer)
- 1971 St. Mark Passion, pour 2 ténors, 2 basses, chœur d'hommes à huit voix, orchestre et bande magnétique
- 1985 Missa Antiphonica pour deux chœurs  mixtes (SATB/SATB)

### Œuvres pour chœur
- 1946 Trois chansons bretonnes, pour choeur mixte et piano, texte de Théodore Botrel[1].
- 1967 Genesis, pour chœur d'hommes, quatre percussionnistes et bande magnétique (dédié au Koninklijk Mannenkoor « Die Haghe Sangers » et son chef Jos Vranken à l'occasion de leur 50e anniversaire)
- 1970 Klaagsang uit "Die dieper reg" pour chœur mixte et orchestre - texte : N.P. van Wijk Louw (dédié à Rosa Louw et Gladstone Louw)
- 1985 De Zoom et Jubelstadje, 2 lieder sur des textes de Anton van Duinkerken - écrit pour  Zeekants Meisjeskoor Mea Dulcea et son chef Willem Steenbak, composé pour les célébrations marquant les 700 ans du territoire de Berg-op-Zoom

### Musique vocale
- 1939 Trois chants de Noël - textes latins anonymes, pour soprano et orchestre
- 1943 Chansons Orientales, pour voix et piano (ou clavecin)
- 1944 Ariettes pour chant  et piano
- 1948 Trois duos pour soprano, alto et orchestre à cordes - textes néerlandais de Hoffmann von Fallersleben
- 1963 Burying Friends (Hommage à Francis Poulenc), pour voix et piano
- 1970 Ballade de ceux jagter sanguinaire (Cantate no 7), cantate pour 4 (ou plus) solistes, chœur mixte (5 voix - ou plus) et orchestre - texte: un poème GA Eau Meyer (Commandé par le Uitsaaikorporasie Suid-Afrikaanse (SAUK)) ; a remporté le Prix Italia en 1971.

### Musique pour la scène

#### Opéras
| année | titre                    | actes                                  | première                  | livret                        |
| ----- | ------------------------ | -------------------------------------- | ------------------------- | ----------------------------- |
| 1942  | De Nachtwacht            | 3 actes                                | 13 mai 1950, Anvers       | Tom Bouws                     |
| 1948  | Liefde's listen en lagen | 3 actes                                | 6 janvier 1948, Hilversum | Du compositeur et Tom Bouws   |
| 1959  | Salto mortale            | opéra de chambre télévisé en 12 scènes | 19 juin 1959, Eindhoven   | Du compositeur et Belcampo    |
| 1960  | Martin Korda D.P.        | 3 actes                                | 15 juin 1960, Amsterdam   | Du compositeur et Ab van Eijk |

#### Opéras radiophoniques
| année | titre                                                             | actes   | première                     | livret                        |
| ----- | ----------------------------------------------------------------- | ------- | ---------------------------- | ----------------------------- |
| 1954  | Orestes                                                           | 3 actes | 24 septembre 1954, Florence  | Du compositeur et Jan Starink |
| 1957  | Asterion (commandé par la South African Broadcasting Corporation) | 4 actes | 11 avril 1958, Johannesbourg | P. N. Van Wijk Louw           |

#### Ballets
| année | titre | actes    | première                                    | livret                                         | chorégraphie  |
| ----- | --- | -------- | ------------------------------------------- | ---------------------------------------------- | ------------- |
| 1941  | Orpheus en Eurydice | 4 scènes | 17 avril 1941, Amsterdam, Stedelijk theater | Yvonne Georgi d'après J. W. F. Werumeus Buning | Yvonne Georgi |
| 1956  | Balletto serioso (L'apparecchio minacciante) 1. Introduzione en ut dièse mineur 2. Valser en ut mineur 3. Thema con variazioni en ut majeur 4. Ragtime en ut majeur 5. Romanza en ut mineur 6. Marcia en ut majeur 7. Air en ut mineur 8. Epilogo en ut mineur |          |                                             |                                                | Sonia Gaskell |
| 1956  | Kain |          |                                             |                                                |               |
| 1960  | Die Frau von Andros |          |                                             |                                                |               |
| 1961  | Marionetten, création par les Variations électroniques |          |                                             |                                                |               |